# كيفين ناش
كيفين سكوت ناش (بالإنجليزية: Kevin Nash) مصارع أمريكي محترف وممثل. صارع ناش تحت أسماء مستعارة مختلفة في شركة وورلد تشامبيون شيب ريسلنغ (WCW) تحت الاسم «ديزل» وفي المصارعة العالمية الترفيهية (WWE) وسابقا في WWF. وهو الآن يعمل في شركة TNA للمصارعة. ناش بطل العالم 6 مرات و11 مرة بطل الفرق العالمية، وبطل القارات مرة واحدة.

## بداية حياته
ولد ناش في ديترويت، ميشيغان. وسجل في جامعة تينيسي، وفي هذه الجامعة كان لاعب مهم جدًا في فريق كرة السلة وبقى في الفريق من 1979 إلى 1980. ولكن تخالف ناش مع المدرب «دون دفو» Don DeVoe فخرج من الفريق. ولاحقًا لعب كرة السلة الاحترافية لفرق عدة، انتهت مسيرته في كرة السلة سنة 1981 في ألمانيا بسبب تمزق في عضلة رجله قرب الركبة.

## مسيرته المهنية في المصارعة الحرة

### وورلد تشامبيون ريسلنغ WCW
قام بأول ظهور له في هذه الشركة كجزء من فريق «ماسترز بلاسترز» ولكن انتهى هذه الفريق خلال السنة. في مايو 1991 غير ناش اسمه المستعار إلى «أو زد» OZ. صارع ناش بهذا الاسم لمعظم سنة 1991. في يناير 1992، صار اسمه «فني فيغاس» Vinnie Vegas، وصار «دايموند دالاس بيج» Diamond Dallas Page زميله في الفريق وأسميا الفريق «ذ فيغاس كونكشن» The Vegas Connection، وانفصل هذا الفريق في أواخر 1992، وخرج ناش من هذه الشركة في 1993 للدخول في شركة WWF.

### المصارعة العالمية الترفيهية WWF ـ (1993-1996)

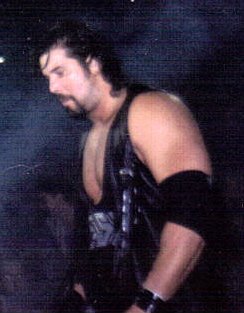
كيفين ناش كديزل في حدث WWF سنة 1994

في 1993 خرج ناش من WCW، وسجل عقد مع اتحاد المصارعة العالمية وذلك بطلب من شون مايكلز. قام ناش بأول ظهور له في هذه الشركة في 6 يونيو 1993 وساعد مايكلز في الفوز على مارتي جناتي Marty Jannetty للحصول على بطولة القارات. أعطي ناش لقب «ديزل» وأصبح الحارس الشخصي لمايكلز. في يناير ظهر ديزل في مهرجان «الرويال رمبل» 1994 وأقصى 8 مصارعين في أقل من 18 دقيقة.
حاز ديزل على بطولة القارات من ريزار رمون بتدخل من مايكلز (31 أبريل 1994). فاز الفريق المكون من ديزل ومايكلز ببطولة WWF للفرق في 28 أغسطس. الليلة الاحقة خسر «ديزل» أمام رمون واسترجع رمون بطولة القارات في «سمر سلام». بدأ التحالف بين مايكلز وديزل بالتوتر بعد أن قام مايكلز -بالخطأ- بركل ديزل بركلته الخارقة المعهودة عدة مرات. انفصل الفريق في النهاية بسبب ركلة خارقة أخرى في سلسلة «سرفايفور». في 23 نوفمبر تخلى شون وديزل عن بطولة الفرق العالمية وأصبحت خالية -بدون حامل-.
في 26 نوفمبر، هزم ديزل «بوب باكلند» Bob Backlund للحصول على بطولة WWF. غضب شون مايكلز لأن حارسه الشخصي السابق حصل على البطولة ونجح الأخير بالفوز بالرويل رمبل 1996، مما أعطاه فرصة للبطولة في راسلمينيا الحادية عشر. وفاز ناش بهذه المباراة. الليلة التالية في راو، خان «سيد» Sid -حارس مايكلز الشخصي الجديد- سيده وهب ديزل لمساعدة مايكلز وأدى هذا الأمر إلى إعادة تشكيل فريقهما وسمياه «تو دودز وذ آتتدود» Two Dudes with Attitude. في 24 سبتمبر تحدي الفريق أوين هارت ويوكوزونا لبطولة WWF للفرق العالمية ولكن ستكون بطولة WWF التي يحملها ناش على المحك، وكذلك بطولة القارات التي يحملها مايكلز. لم يظهر هارت في الحدث وتم استبداله بـ «دافي بوي سمث» Davey Boy Smith، وفي أثناء المباراة حضر هارت ووقف بجانب الحلبة وفاز ديزل وشون بالمباراة ليربحا البطولة. ولكن هذا الفوز لم يستمر لأنه صنف -عاجزًا- فعادت البطولة إلى سابقيها. واصل ديزل الحفاظ على بطولة WWF حتى 19 نوفمبر عندما هزمه بريت هارت في سلسلة «سرفايفور» -تمكن ناش من الاحتفاظ بالبطولة 358 يوم-. بعدها هاجم ديزل بريت هارت.
قبل فترة وجيزة من راسلمينيا الثانية عشر، وافق ديزل ورمون على الانضمام إلى وورلد تشامبيون شيب ريسلنغ كجزء من حملة إريك بيشوف التي تهدف إلى نقل المصارعين من WWF إلى WCW. خسر ديزل ضد الأندرتيكر في رسل مينيا وبعدها بدأ عداء بينه وشون مايكلز مرة أخرى، فتحداه بمباراة على لقب WWF -الذي فاز به مايكلز من بريت هارت- واستطاع شون هزيمته في مباراة قفص حديدي. وغادر ديزل ورمون للانضمام إلى شركة وورلد تشامبيون شيب ريسلنغ.

### العودة إلى WCW الفترة (1996-2001)

#### فريق «الخارجون» و«نظام العالم الجديد» (1996-1998)
بعد اسبوعين من ظهور سكوت هول في وورلد تشامبيون شيب ريسلنغ كان يسخر من المعلقين والمصارعين والشركة-، قام ناش بأول ظهور له في 10 يونيو 1996 وكان معه صديق وسمي فريقهم «الخارجون» أو «الخوارج» The Outsiders وبدأ بالتصرف كالمستعمرين في الشركة من WWF. في مهرجان «باش آت ذ بيج» Bash At The Beach واجه ناش وهول فريق ليكس لوقر Lex Luger وستنق Sting وراندي سافج Randy Savage ووعدا أنهما سيضيفان رجلاً جديدًا إلى حاشيتهم. مع هلك هوغن تم تشكيل فريق «نيو وورلد أوردر» New World Order (معناه نظام العالم الجديد) واختصاره (nWo).
خلال أواخر 1996، ومع الدخول في 1997، تشارك ناش مع صديقه سكوت هول وهم «الخوارج» وفي هذا الوقت حازا على بطولة WCW للفرق لسنة كاملة تقريبًا. كيفين ناش بدأ بإظهار قدراته على القيادة في فريق nWo، وصار كالقائد الثاني بعد هلك هوغن. ناش وهول و«شون والت مان» Sean Waltman أبرزوا كفائتهم في فريق nWo على البقية، فأسموا أنفسهم «وولف باك» Wolfs Pac في 1997. بعد فترة بدأت الصراعات الداخلية داخل nWo فكان هلك هوغن وناش يتصارعون لمنصب القيادة. احتد الموقف في 20 أبريل 1998 حين كان هوغن في مباراة ضد راندي سافج –الذي فاز ببطولة WCW العالمية للوزن الثقيل-. خلال المباراة تدخل ناش وسدد ضربته القاضية «جاك نايف بوربومب» Jacknife Powerbomb على هوغن، وأشار هذا الحدث إلى تفرق nWo إلى فئتين (بالرغم من تدخل ناش بالمباراة فاز هوغن بها وبالبطولة لتدخل لاحق من بريت هارت).
أصبح ناش قائد فريق nWo «وولف باك» المكون من راندي سافج و«كرت هننق» Curt Henning و«كونان» Konnan. ولكن بعد فترة وجيزة ارتد هننق إلى الفريق الذي يقوده هوغن وهو nWo «هوليوود». وخلال مباراة بين ناش وهول وستنق وذ جاينت –الذي انضم حديثًا إلى nWo- خان هول صديقه ناش فضربه بحزام بطولة الفرق وخرج من الحلبة، ولكن هذه الخسارة تعوضت بسرعة حين اشترك «ليكس لوقر» في فريق nWo «وولف باك» وكذلك ستنق، فاز ستنق مع ناش ببطولة الفرق في «ذ قريت أمريكان باش» The Great American Bash في يونيو. ودافعا عن البطولة بنجاح حتى 20 يوليو عندما هزما من قبل ذ جاينت وهول. في 25 أكتوبر واجه ناش هول وقام بضربته القاضية مرتان ولكن بدل أن يثبته خرج من الحلبة مما أدى إلى خسارة المباراة بالعد.

#### السعي وراء بطولة العالم للوزن الثقيل
الشهر التالي في «وورلد وور 3» World War 3 (أي مهرجان الحرب العالمية الثالثة) دخل ناش رقم 30 في مباراة ملكية حيث الفائز يحصل على فرصة لبطولة وورلد تشامبيون شيب ريسلنغ العالمية للوزن الثقيل في الشهر التالي في «ستاركيد» Starrcade. فاز ناش بهذه المباراة فحصل على فرصة للبطولة. في «ستاركيد» استغل ناش الفرصة وفاز بالبطولة الموعودة من قولدبيرج، وبهذا أنهى رصيد قولدبيرج بدون هزائم، وهذا كان أول لقب عالمي إلى ناش منذ 1994. في 4 يناير 1999 أعيدت المباراة في «ستاركيد» بين ناش وقولدبيرج ولكن المباراة لم تتم بسبب اعتقال قولدبيرج –بسبب تربصه بمس إليزابيث Miss Elizabeth وفي تلك الليلة رجع هوغن بعد غيابه شهرين عن الحلبات. لأن قولدبيرج غير قادر على المنافسة، تحدى ناش هوغن في المباراة، ولكن هوغن استطاع الفوز.
في تلك الفترة أصبح لدى ناش سُلطة لتحديد المباريات، انتقد مالك وورلد تشامبيون شيب ريسلنغ السابق إريك بشوف Eric Bichsoff عمل ناش في تحديد المباريات وأصبح يسخر من لقبه «بج سكسي» Big Sexy إلى «بج ليزي» Big Lazy (معناه الكسول الكبير). في النهاية استطاع ناش الفوز ببطولة WCW العالمية للوزن الثقيل في 1999 من «دايموند دالاس بيج» Diamond Dallas Page. ظهر ناش في أحد العروض وتحدى بريت هارت على 250,000$ (دولار أمريكي)، مات أوين هارت شقيق بريت، في حادثة بالمصارعة، وتم إلغاء المباراة خلال رحلة طيران قام بها بريت إلى لوس أنجلوس.
بعدها صارع ناش راندي سافج الذي عاد مؤخراً مع شكل وتصرفات جديدة وزميل جديد «سيد فشز» Sid Vicious. أدت هذه العودة إلى مباراة فرق ناش وستنق ضد راندي وسيد فشز وخسر ناش بالمباراة. في الليلة التالية تدخل ناش في مباراة على بطولة العالم بين سافج وهوغن، فقام ناش بضربته القاضية على سافج، مما أدى إلى فوز هوغن. وفي الأسبوع اللاحق هاجم ناش هوغن بشكل فجائي، مما أدى الأمر إلى قيام عداوة بين ناش و«سد» Sid و«ريك ستاينر» Rick Steiner، ضد هلك هوغن وستنق وقولدبيرج. تواصل هذا حتى مهرجان «رود وايلد» Road Wild عندما هزم هوغن ناش في مباراة تقاعد. رجع ناش في 4 أكتوبر 1999 مع سكوت هول، وأعلن أنه سيعيد تشكيل الفرقة. مما أقام شكل جديد من nWo المكون من ناش وهول وبريت هارت وجف جارت Jeff Jarrett ولكن لم يستمر هذا الفريق لعوامل عدة منها إصابة هارت وقيام ناش بتمضية معظم 2000 في عداءات مختلفة مع «تيري فنك» و«مايك أوسم» وسكوت شتاينير و«بوكر تي».
فاز ناش ببطولة WCW مرة أخرى من «بوكر تي» في 28 أغسطس 2000، ولكن لاحقًا خسرها مرة أخرى لبوكر. لاحقًا حصل على مهمة المفوض في WCW وأصبح يطالب المصارعين أن يسموه «لورد ماستر» Lord Master (معناه السيد القائد). تشارك ناش مع «دالاس بيج» وشكلوا فريق اسموه «ذ انسايدر» The Insiders (معناه الداخليون) وفازا ببطولة WCW للفرق في 26 نوفمبر 2000 ولكن تم إزالة هذا اللقب منهما. بعد أسبوع أعادا الفوز باللقب، في 2001 (قرب نهاية شركة WCW) خسر ناش مباراة تقاعد أخرى ضد سكوت شتاينير، وبعد فترة وجيزة تم الإعلان أن WCW تم بيعها إلى WWF.

### العودة إلى WWF/WWE الفترة (2002-2003)
أعادت WWF توظيف ناش وهول وهوغن وادعى فنس مكمان أنه وظف فريق nWo لكي يدمروا WWF. في «نو وي آوت» No Way Out في 17 فبراير 2000 قام nWo بمقابلة مع ستيف أوستن وعرضوا عليه شراب «بير» ولكنه رفض. ساعد فريقهم كريس جركو على المحافظة على بطولة WWF للمنازعة (WWF Undisputed Championship) ضد أوستن. في «رسل مينيا» الثامنة عشر حاول ناش مساعدة هول للفوز في مباراة ضد أوستن، ولكنه لم ينجح في محاولته ففاز أوستن. عانى ناش من إصابة في عضلة يده، فغاب عن الحلبات لعدة أسابيع، وفي عودته 8 يوليو أصيب ثانية في رجله. قام فنس مكمان بتفريق nWo بسبب آخر الأحداث. رجع ناش في 7 أبريل 2003 الأمر الذي أفرح شون مايكلز وتربل H خان تربل H ناش فضربه ضربة ممنوعة تحت الحزام، فتعادى الاثنان للشهر التالي. الأمر الذي أدى إلى مباراة الجحيم في زنزانة وكان مك فولي هو الحكم المميز. وفاز تربل H بالمباراة.
في أغسطس 2003 تعادى ناش مع كريس جركو بعد أن أجبر على قص شعره في مباراة الخاسر فيها يقص شعره. وفي 2007 أعاد شعره النمو وأبقاه رماديًا. تواجه في «سمر سلام» في مباراة من نوع مبنى الإقصاء ضد تربل H، شون مايكلز، قولدبيرج، كريس جركو وراندي اورتن، وكان أول من يقصى بعد ركلة خارقة من شون مايكلز وتثبيت من جركو. وبعد أن تم تثبيته قام بضربته القاضية على كل من في المباراة. أصابته بعد ذلك بفترة إصابة في كتفه الأمر الذي تطلب جراحة طبية. في 27 أكتوبر 2003 وأصابته أيضًا إصابة بالغة في الرقبة الأمر الذي تطلب جراحة وكان كرت آنغل مصاب بطريقة مباشرة. انتهى عقد ناش في WWE في 3 يناير 2004، وقررت الشركة عدم تجديده.

### شركة (TNA) الفترة (2004-حاليًا)

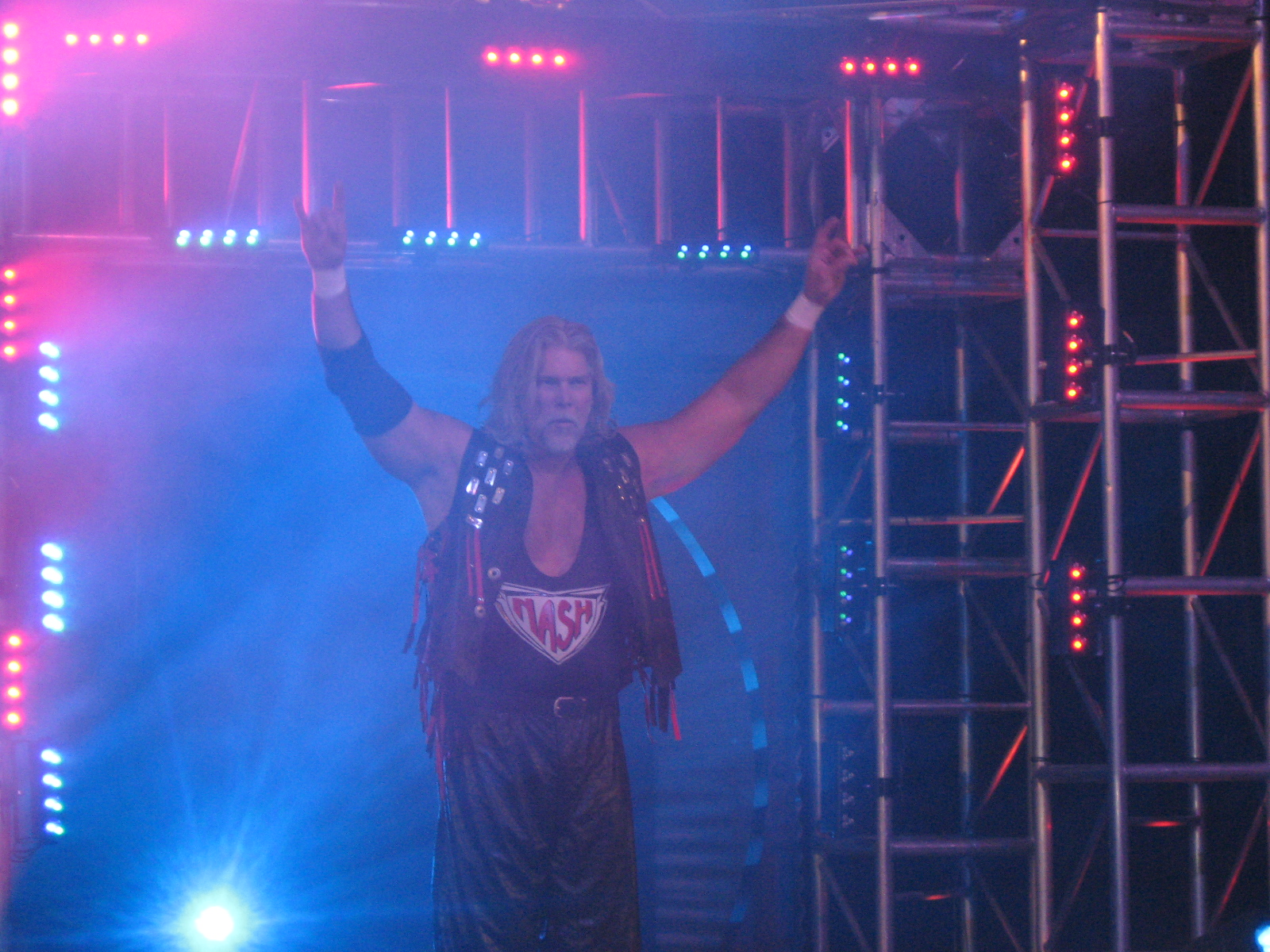
كيفين ناش في TNA

#### ملك المصارعين والعداء مع جف جارت (2004-2005)
قام بأول ظهور له في شركة TNA مع سكوت هول في 7 نوفمبر 2004 وهنا كان افتتاح مهرجانات الشركة التي بدأت بمهرجان «فكتوري رود» Victory Road ساعد الاثنان جف جارت في المحافظة على بطولة العالم للوزن الثقيل في مباراة الدرج ضد جف هاردي. في الأسابيع اللاحقة اسموا الثلاثة أنفسهم «ذ كنجز اوف رسلرز» The Kings Of Wrestlers (معناه ملوك المصارعين) وبدأو العداء مع جف هاردي وايجي ستايلز. في مهرجان «تيرننغ بوينت» Turning Point في 5 ديسمبر قام هذا الفريق بهزيمة ستايلز وهاردي وراندي سافج. غادر هول TNA في بداية 2005 وافترق ناش وجارت بعد أن كشف ناش عن نواياه على بطولة العالم للوزن الثقيل. ربح ناش فرصة للبطولة في 13 فبراير 2005 في مهرجان «أقينست آل أوودز» Against All Odds ولكنه خسر بسبب تدخل «آوت لو» Outlaw الذي كان يقوم بظهوره الأول في الشركة. بعد الهزيمة تشارك ناش القوى مع «شون والتمان» Sean Waltman وبدأ العداء مع «بلانت جارت» Planet Jarrett. في مهرجان «دستنيشن X» في 13 مارس خسر ناش ضد آوت لو في مباراة النزيف بسبب تدخل جف جارت وضربه لناش بحزام البطولة. تم تحديد التنافس بين الفريقين في مهرجان «لوك داون» Lock Down في 24 أبريل ناش ووالتمان ودايموند دالاس بيج ضد جارت وآوت لو و«مونتي براون»، ولكن تم إخراج ناش من المباراة بسبب إصابته بـ العنقودية الذهبية وتركه هذا الأمر بدون أن يصارع لمعظم 2005.
رجع ناش إلى TNA في 1 أكتوبر 2005 في أول حلقة من إمباكت Impact فهاجم جف جارت وقام بضربته القاضية عليه وتحداه في مباراة على لقب العالم للوزن الثقيل في أكبر مهرجان بالشركة «باوند فور قلوري» Bound For Golry في 23 أكتوبر، في الأسبوع الذي سبق الحدث دخل ناش وجارت في مجابهات عدة، اليوم السابق للحدث أصابت ناش إصابة بالغة في صدره فلم يصارع للبطولة. ولتحديد المنافس الأول لها أقيمت مباراة ملكية في «باوند فور قلوري» والفائز كان راينو Rhino الذي استطاع هزيمة جارت للفوز بالبطولة. عاد ناش في ديسمبر 2005 وقام بالفوز في الكثير من المباريات.

#### بطولة قسم الـ× (2006-2007)
قام ناش بعودته الكبيرة في 27 أبريل 2007 في «إمباكت» وأعلن أنه سيقوم بمقابلة مع أليكس شلي Alex Shelly بعد أسبوع. وقال ناش في المقابلة أن سينهي قسم الـ "X" –معناه الشباب المتمتعين بلياقة عالية وقدرات على التحليق والانقلاب- ليضع نفسه في موقعه الصحيح في TNA. بدأ هذه الحملة في مهرجان «ساكرفايس» Sacrifice وهناك قام بضربته القاضية على «بوما» Puma، ومرة أخرى في 19 مايو على «إمباكت» هاجم كريس سيبن Chris Sabinبفترة قصيرة بعد أن هزم بيتي وليمز Petey Williams ليفوز بدوري العالم في TNA 2006، بعد أن حطم الكأس التي ربحها قام بضربته القاضية على سيبن وأعلن أنه «حجم المصارع مهم» وواصل الهجمات على مصارعين الـ "X" في الأسابيع اللاحقة، فأدى هذا الأمر أن يتحداه سيبن في مباراة بمهرجان «سلامفيرسري» Slammiversary. فاز ناش في هذه المباراة بسهولة تامة حيث لم يقم سيبن إلا بحركات بسيطة. في ذلك الوقت تشارك ناش مع ألكس شلي وكونا شراكة اسمياها «بابرازي برودكشن» Paparazzi Productions (معناه منتجات المصورين الصحفيين) ووظفا جوني دفاين Johnny Devine كالمصور. وثم سعى ناس إلى بطولة قسم الـ "X" (X Division Championship)، فحصل على تحدي للحصول على الفرصة ضد كريس سيبن. ادعى أنه قد طور انقلاب قدره 840 درجة (840° somersault splash) وقال أنه سيكشفه في المباراة، ولكن قبل المباراة أصيب في عنقه وسمى ألكس شلي بديله. كان ناش على كرسي متحرك فاقدًا الأمل يشاهد ألكس شلي يخسر المباراة ضد سيبن. خرج ناش بسبب الإصابة، وعاد قبل «باوند فور قلوري» وحدد مباراة ملكية للفوز بفرصة على بطولة قسم الـ "X" وفاز بهذه المباراة أوستن ستار Austin Starr.
أعلن بعدها أنه سيصبح مدير أعمال فريق «موتور ستي مشين قنز» Motor City Machine Guns بالاختصار (MCMG). بدأ ناش الاندماج في مشكلة صغيرة مع بطل العالم للوزن الثقيل كرت آنغل، وفي النهاية تآيد الاثنان، حذر ناش كرت آنغل وزوجته «كارين آنغل» عن خطورة ستنق لأنه اختبر العداء معه في WCW. في «باوند فور قلوي» تدخل ناش في مباراة كرت آنغل ضد ستنق للقب العالم للوزن الثقيل، ولكن فشل في محاولته ففاز ستنق بضربته القاضية «سقوط العقرب المميت» Scorpion Death Drop. في الخميس التالي على «إمباكت» تشاجر آنغل مع ناش وادعى أنه السبب في خسارته لقب العالم، في النهاية قام آنغل بهجوم على ناش ولكن نا رد عليه بالضربة القاضية شاهد الحدث على يوتيوب. في الأسبوع التالي تواجه آنغل مع ستنق على بطولة العالم مرة أخرى وكان ناش جالسًا قرب الحلبة، استطاع آنغل الفوز بالمباراة واللقب، مد ناش يده لآنغل للمصافحة ولكن آنغل لم يرد المصافحة. طالب ناش بمباراة ضد آنغل، ولكن مدير الشركة جم كورنيت وضعها مباراة فرق (ناش مع آنغل ضد ستنق وزميل من اختياره) وأي منافس يحصل على التثبيت يكون بطل العالم. ظن الجميع أن سكوت هول سيكون زميل ستنق ولكن اتضح انه سيكون بوكر تي.

#### مافيا الحدث الرئيس وبطولة الأساطير

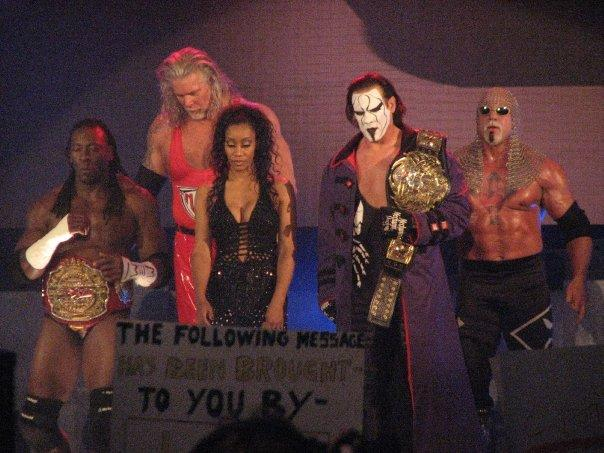
كيفين ناش مع مافيا الحدث الرئيس

في مهرجان «فاينل رزلوشن» Final Resolution ناش وزميله في الفريق سموا جو خسرا مباراة على بطولة الفرق العالمية ضد ايجي ستايلز وتامكو وكان يبدو الأمر أن ناش سيخون جو. في الأسبوع التالي اقتحم سموا جو غرفة ناش في الشركة وكان يريد القتال ولكن ناش استطاع اقناع سموا جو أنه سيكون مدربه. في الأسبوع التالي خسر ناش ضد آنغل في مباراة الفائز فيها يرتقى إلى مباراة رباعية في مهرجان «نو سرندر» No Surrender. في 11 سبتمبر قال ناش لجو أنه لن يكون معه بعد الآن فعلمه كل ما يعرفه وهو الآن وحده. بعد شهر تقريبًا رجع كيفين ناش في «باوند فور قلوي» 2008 وخان سموا جو بضربه بسلاح ستنق (مضرب بيسبول أسود) ففاز ستنق ببطولة العالم للوزن الثقيل.
في 23 أكتوبر تشارك ناش بشكل رسمي مع ستنق، بوكر تي، كرت آنغل وأسسوا شراكة أسموها "مافيا الحدث الرئيس" Main Event Mafia. فاز ناش على سموا جو في مهرجان "نقطة التحول" Turning Point. تم استبدال ناس في مهرجان "جينيسس" Genesis بسبب عدوى أصابته واستبدل بكب جيمس. ولكنه عاد لأول مباراة له في مهرجان "لوك داون" وتشارك مع مافيا الحدث الرئيس في مواجهة جف جارت، سموا جو، ايجي ستايلز، كريستوفر دانيلز ولكن المافيا خسروا المباراة.في 23 أبريل 2009، أصبح لناش مرافقة جديدة وهي المعجبة الأولى به جينا موراسكا Jenna Morasca. في مهرجان "سلامفيرسري Slammiversary انقلب سموا جو على حلفاءه السابقين وانضم إلى مافيا الحدث الرئيس، وكان السبب في حصول كرت انغل على بطولة العالم للوزن الثقيل.
في مهرجان "طريق النصر Victory Road" استطاع ناش هزيمة إي جي ستايلز AJ Styles والحصول على بطولة الأساطير Legends Championship، بعد اسبوعين من الحدث خسر البطولة لـمك فولي، وفي مهرجان " هارد جستس Hard Justice" استطاع ناش مرة أخرى هزيمة فولي لاسترداد البطولة للمرة الثانية. في مهرجان "نو سرندر No Surrender دافع ناش بنجاح عن بطولته ضد أبيس Abyss وحصل بذلك على جائزة من دكتور ستيفي قدرها 50000$. في Bound For Glory خسر بطولة عندما خدعه إريك يونغ وأخذها منه في مباراة ثلاثية تضمنت أيضًا "هرناندز".
آلان هنالك مصادر كثيرة تؤكد عودته إلى wwe وانه بدأ بالتدريبات مرة أخرى، خاصة بعد ظهوره في رويال رامبل.

## وسائل إعلام أخرى
في 1991، قام ناش بأول ظهور له في التمثيل في فلم Teenage Mutant Ninja Turtles II: The Secret of the Ooze وكان اسم الشخصية التي يمثلها «سوبر شردر» Super Shredder. وفي نفس السنة كتب كتاباً أسماه (NASH).

## حياته الشخصية
توفي والده «روبرتس» عندما كان هو في الثالثة من عمره. في 27 ديسمبر 1994 أم ناش «واندا» ماتت بعد صراع دام أربع سنوات مع السرطان.
كان ناش واقعا في الحب مع المصارعة مولى هولى وهي في سن ال15 لذلك إلى حد ما كان مصدر سخرية من كثيرين، وعندما رفضته شعر ناش بالم شديد لأنه لم يحب غيرها في حياته وكانت هي الفتاة الوحيدة التي قال عنها «هي الفتاة الوحيدة التي استطاعت ان تحنى شخصا ضخما مثلى على ركبتيه» وعندما حضرت إلى الدبليو دبليو اف زاد حبه لها أكثر وكان ينتظر اليوم الذي يمكن ان تقبل به فيه لكن تحطم حلمه تماما حين احببت صديقه العزيز شون مايكلز. لدى ناش ابن «تريستن» Tristen الذي ولد 12 يونيو 1996. تزوج ناش سنة 1989 ولكنه انفصل في 2000. أصدقائه الحقيقيين هم شون مايكلز وسكوت هول وشون والتمان وتربل H.

## معلومات في المصارعة
- ضربات قاضية ومميزة
- ظهوره ككيفين ناش
  - ـ (Jackknife Powerbomb (Sheer drop release powerbomb
  - ـ Chokeslam
  - ـ Big boot
  - ـ Corner foot choke
  - ـ One–armed pendulum backbreaker
  - ـ Repeated knee strikes or repeated back elbow strikes to a cornered opponent
  - ـ Snake Eyes
  - ـ Walking sidewalk slam
- ظهوره كديزل
  - ـ (Jackknife Powerbomb (Sheer drop release powerbomb
  - ـ Chokeslam
  - ـ Big boot
  - ـ Corner foot choke
  - ـ Pendulum backbreaker submission
  - ـ Repeated knee strikes or repeated back elbow strikes to a cornered opponent
  - ـ Snake Eyes
  - ـ Walking sidewalk slam
- ظهوره كيفيني فيغاس
  - ـ Snake Eyes
  - ـ Big boot
  - ـ Corner foot choke
- ظهوره كـ أو زد
  - Emerald City Slam (Walking sidewalk slam)
  - ـ Spinning crucifix toss
  - ـ Big boot
  - ـ One–armed pendulum backbreaker
- مدراء أعماله
  - شون مايكلز
  - دايموند دالاس بيج
  - دستي رودز
  - توري ولسون
  - جينا موراسكا
- أشخاص أدار أعمالهم
  - شون مايكلز
  - كرت آنغل
  - سموا جو
  - موتور ستي مشين قنز
  - جاي ليثال
  - سوناجي دوت

## البطولات والإنجازات
- في Pro Wrestling Illustrated
  - أكثر مصارع تطورا للعام (1994)
  - أفضل مباراة للعام (1995) - ضد شون مايكلز في رسل مينيا الحادية عشرة.
  - أفضل فريق للعام (1997) - مع سكوت هول
  - أفضل مصارع للعام (1995)
  - علم المصارع الأول من أفضل 500 مصارع (1995)
  - علم رقم 40 من أفضل 100 فريق - مع سكوت هول (2003)
- في مصارعة تي إن إيه Total Non Stop Action
  - بطولة الأساطير TNA Legends Championship (مرتان - حاليًا)
- في World Championship Wrestling
  - بطل WCW العالمي للوزن الثقيل (5 مرات)
  - بطولة الفرق العالمية (9 مرات) - مع سكوت هول (6)، دايموند دالاس بيج (2)، ستنق (1)
- في World Wrestling Federation
  - بطل WWF ـ (مرة واحدة)
  - بطل القارات (مرة واحدة)
  - بطولة WWF للفرق (مرتان) - مع شون مايكلز
- في Wrestling Observer Newsletter awards
  - أكثر مصارع متطور (1994)
  - أكثر مصارع محبوب (1999,2000)

## وصلات خارجية
- كيفين ناش على موقع IMDb (الإنجليزية)
- كيفين ناش على موقع ميتاكريتيك (الإنجليزية)
- كيفين ناش على موقع روتن توميتوز (الإنجليزية)
- كيفين ناش على موقع ألو سيني (الفرنسية)
- كيفين ناش على موقع أول موفي (الإنجليزية)
- كيفين ناش على موقع قاعدة بيانات الأفلام السويدية (السويدية)
- كيفين ناش على موقع إن إن دي بي (الإنجليزية)
- كيفين ناش على موقع قاعدة بيانات الفيلم (الإنجليزية)
- كيفين ناش على موقع كينوبويسك (الروسية)
- كيفين ناش على موقع كلية كرة السلة في سبورتس رفرنس.كوم (الإنجليزية)
- كيفين ناش على موقع دبليو دبليو إي (الإنجليزية)
- كيفين ناش على موقع CageMatch worker (الإنجليزية)
- كيفين ناش على موقع قاعدة بيانات المصارعة على الإنترنت (الإنجليزية)
- كيفين ناش على موقع عالم المصارعة على الإنترنت (الإنجليزية)
- كيفين ناش على موقع عالم المصارعة على الإنترنت (الإنجليزية)

- كيفين ناش الموقع الرسمي
- كيفين ناش في قاعدة بيانات الأفلام
- مقابلة راديوية مع كيفين ناش
- الملف الشخصي في موقع شركة TNA